# Несьвястовиці
Несьвястовиці (пол. Nieświastowice) — село в Польщі, у гміні Месцисько Вонґровецького повіту Великопольського воєводства.
Населення — 133 особи (2011).
У 1975-1998 роках село належало до Познанського воєводства.

## Демографія
Демографічна структура станом на 31 березня 2011 року:
|          | Загалом | Допрацездатний вік | Працездатний вік | Постпрацездатний вік |
| -------- | ------- | ------------------ | ---------------- | -------------------- |
| Чоловіки | 68      | 16                 | 48               | 4                    |
| Жінки    | 65      | 15                 | 39               | 11                   |
| Разом    | 133     | 31                 | 87               | 15                   |